# E901
För andra betydelser, se E901 (olika betydelser).
E901 eller Europaväg 901 är en europaväg som går mellan Madrid och Valencia i Spanien. Längd 350 km.

## Sträckning
Madrid - Tarancón - La Almarcha - Requena - Valencia

## Standard
Vägen är fyrfältsväg (Autovía), förutom en kort bit motorväg närmast Madrid.

## Anslutningar till andra europavägar
- E90
- E5
- E15